# Людмиловка (Николаевская область)
Людмиловка (укр. Людмилівка) — посёлок в Вознесенском районе Николаевской области Украины.
Население по переписи 2001 года составляло 561 человек. Почтовый индекс — 55423. Телефонный код — 5131. Занимает площадь 1,266 км².

## Местный совет
55420, Николаевская обл., Вознесенский р-н, с. Григоровка, ул. Первомайская, 61